# جابر المبارك الصباح
الشيخ جابر بن مبارك الصباح (1860 - 5 فبراير 1917)، حاكم الكويت الثامن. هو أكبر أبناء الشيخ مبارك الصباح من زوجته الشيخة شيخة دعيج الصباح. تولى حكم الكويت بعد وفاة أبيه، وذلك من 28 نوفمبر 1915 إلى وفاته في 5 فبراير 1917.

## صفاته
ويقول مُعاصره مؤرخ الكويت عبد العزيز الرشيد: «كان جابر من الحلم بحيث يغضي عن كثير من الهفوات، ومن سلامة الصدر بحيث لا يعرف الحقد ولا البغض. تواضعه حببه إلى كثير من رعيته، وبعده عن الظلم والجور رفعه في أعينهم إلى مستوى الإكبار. له من دماثة الأخلاق وطلاقة الوجه ما جذب إليه لقلوب النافرة، وأمال الأفئدة المعرضة إلى جانبه»

## سيرته

جابر بن مبارك الصباح

كان الساعد الأيمن لوالده، فقد شارك معه في اغتيال عميه الشيخ محمد بن صباح الصباح حاكم الكويت وجراح بن صباح الصباح فجر يوم الخامس والعشرين من شهر ذي القعدة عام 1313هـ الموافق 17 مارس 1896م حيث قرر الشيخ مبارك الصباح التخلص من أخويه ثم نهض مسرعاً وبصحبته ولداه جابر و سالم وأقرب أصدقائه شلاش بن حجرف وابن أخيه فلاح بن هيف بن حجرف وثلة من الأخوة منهم سيف بن كعمي الرشيدي وابن عمه قرينيس بن كعمي الرشيدي وباتل بن شعف وبعض من العبيد.
حيث انطلقوا جميعاً إلى القصر الذي يسكنه كل من الشيخ محمد والشيخ جراح حيث دخلوا من بوابة القصر بصمت واجتازوا حرم القصر وعبروا جسر يربط بين الحرم وقصر أخويه، أغلق الباب الذي على الجسر وكان عليه فلاح بن هيف بن حجرف حيث شارك بالاستيلاء على البوابة الرئيسية مع أخيه الشيخ سالم المبارك الصباح وأن يقتلوا الحرس الموجودين بصمت تام.
وقد قام الشيخ جابر بالذهاب إلى غرفة عمه الشيخ جراح مع شلاش بن حجرف فوجده مستيقظاً وزوجته الشيخة منيرة العلي الجابر الصباح إلى جنبه مصوباً بندقيته تجاه ولكن لم يصبه في تلك اللحظة ثم وثب الشيخ جراح وزوجته منيرة على الشيخ جابر وتمكنا من أخذ سلاحه وحاولا الهرب ولكن شلاش بن حجرف قام بطعن الشيخ جراح في ظهره ثم أجهز عليه الشيخ جابر وثم القبض على زوجته. كلفه والده بعد الحادث بأخذ البيعة من أهالي الكويت وإلقاء القبض على يوسف الإبراهيم الذي لاذ بالهرب إلى العراق بعد أن كان موجوداً في قصره بالصبية حيث علم بمقتل محمد وجراح، وقد طارده الشيخ جابر حتى تمكن يوسف الإبراهيم من الهرب إلى الزبير.
وقد كان الشيخ جابر نائباً لوالده في حكم الكويت عندما خرج بجيشه ليقاتل الأمير عبد العزيز بن متعب بن عبد الله الرشيد في معركة الصريف ، ثم قائدا للجيش الكويتي في السنوات الأخيرة من حكم أبيه، وكانت أول غزوة قادها هي معركة جو لبن سنة 1904م، وقاد كذلك جيش الكويت في معركة هدية سنة 1910م، وكان معه في الغزوتين الملك عبد العزيز آل سعود مؤسس المملكة العربية السعودية.

## فترة حكمه
تولى الحكم بعد وفاة أبيه الشيخ مبارك الصباح في 28 نوفمبر 1915م (ليلة الحادي والعشرين من محرم سنة 1333هـ)، على الرغم من إن فترة حكمه كانت قصيرة إلا إنه قام بعدة أمور جعلت الشعب يحبه ويبجله، فأول عمل قام به إعفاء الشعب من ضريبة الثلث على العقارات التي أثقل بها والده الشيخ مبارك الصباح كاهل الشعب، كما قام بإعادة بعض البيوت المسحوبة لأصحابها، وما إن استلم الحكم إلا وفتح خزائن الأموال ووزّعها على الشعب وكان نتيجة ذلك إنه كسب حب الشعب.
ومن الأحداث التي وقعت في حكمه قدوم أمير حائل سعود بن عبد العزيز بن متعب الرشيد قرب الجهراء دون إعلام الشيخ جابر الذي خشي أن يكون ابن رشيد قد قدم محارباً، فاستنفر الكويتيين، ونفروا معه، ولكن ابن رشيد لما علم بنفرة الكويتيين ابتعد عن الجهراء، وأرسل يخبر الشيخ جابر بأنه لم يجيء محارباً بل كانت الجهراء على طريقه، فمر بها.

### الحرب العالمية الأولى
وعلى الرغم من أنه لم يلبث في الحكم طويلا، إلا أنه كان على النقيض من أبيه في دعمه للإمبراطورية البريطانية، فقد كان الشيخ جابر أكثر استقلالية، وعلى الرغم من قصر فترة حكمه إلا أنه بدل ولائه وانحاز للعثمانيين، حيث سهل حركة قوافل الجمال بين الكويت والشام و الأستانة، كما القوافل تتجه إلى نجد والحجاز والعراق، مما تسبب بكسر الحصار البريطاني المضروب على منطقة شرق المتوسط وأمن وصول الامدادات الحيوية إلى العثمانيين في الشام. وبلغت الاحتجاجات البريطانية المكثفة ذروتها في اجتماع عقد يوم 23 نوفمبر 1916 في مدينة الكويت بين السير بيرسي كوكس وكبار رجلات الكويت، وطالب كوكس بإعادة تأكيد الدعم المحلي للأهداف البريطانية الإقليمية، ولكن الاجتماع انتهى دون حسم.
وقد توفي في يناير من سنة 1917، فأسندت الإمارة إلى أخيه الشيخ سالم المبارك الصباح.

### السياسة الإقليمية
ترأّس وفد الكويت المشارك في مؤتمر الصبيحية الذي لعبت فيه الكويت دور الوسيط بين العثمانيين وأمير نجد عبد العزيز آل سعود.
كما شارك في مؤتمر ضم الحاكم العسكري البريطاني في العراق السير بيرسي كوكس والملك عبد العزيز آل سعود وشيخ المحمرة خزعل الكعبي وبحضوره وذلك ليقف العرب تحت راية زعيم عربي واحد ضد العثمانيون والذي انعقد في الكويت عام 1914  وذلك بفترة حكم والده.
ومن أقواله: 

## وفاته
وقد توفي الشيخ جابر المبارك في الخامس من فبراير 1917م (13 ربيع الثاني 1335هـ) بعد حمى لم تمهله طويلاً، في الساعة الثالثة والنصف عصراً، وتولى الحكم بعده أخيه الشيخ سالم المبارك الصباح نائبه وولي عهده وقد بويع من قبل أهل الكويت.

## حياته العائلية
تزوج من:
- الشيخة شيخة عبد الله بن صباح الصباح.
- إحدى بنات بني خالد.

وأنجب:
- الشيخ أحمد (أمير الكويت العاشر).
- الشيخة مريم.
- الشيخ حمود.

وأبناؤه اليوم يُعرفون ب فرع آل جابر وهم أحد فرعي الحكم بالكويت، وقد حكم الكويت ابنه الشيخ أحمد، وأحفاده من فرعه: الشيخ جابر، والشيخ صباح، والشيخ نواف، والشيخ مشعل.

## في الثقافة الشعبية
ظهرت شخصية الشيخ جابر في مسلسل أسد الجزيرة، وقام بتمثيل دوره الممثل الكويتي السعودي خالد البريكي.

## أوسمة
- وسام نجمة الهند (23 نوفمبر 1916).[7]